# 吉道さゆり
吉道 さゆり（よしみち さゆり、
1984年7月21日 - ）は、北陸地方を拠点に活動している日本のフリーアナウンサー。

## 来歴
オーストリア・ウィーンで出生の後、石川県金沢市で育つ。同志社大学文学部文化史学科卒業、慶應義塾大学大学院修了。
大学院を修了後、2009年にNHK金沢放送局の契約キャスターになる。一時フリーアナウンサーとして活動した後、2016年3月にテレビ金沢 (KTK) のアナウンサーになる。2019年4月1日付で再度フリーに転向。以後は、テレビ金沢の番組出演を続けつつ他局の番組にも出演している。

## 人物
中学から大学まで一貫してバドミントン部に所属していた。また5歳のときからピアノを習っており、大学時代にはピアノ研究会にも所属していた。
既婚者で、2児の母。テレビ金沢在籍期間中の2016年に第2子を出産した。

## 担当番組

### テレビ番組
- デジタル百万石（NHK金沢放送局） - スタジオキャスター
- テレビ金沢ニュース（テレビ金沢） - 週末ニュース担当
- 花のテレ金ちゃん（テレビ金沢） - MC
- となりのテレ金ちゃん（テレビ金沢） - 「仰天！コロンブス」「お得なテレ金ちゃん」「旬ネタ＠市場」「招金ちゃん中継」担当[6]、木曜MC
- トクナンデス（福井放送）

### ラジオ番組
- FM石川ニュース（エフエム石川）
- ウエザーインフォメーション（エフエム石川） - 月曜 - 木曜担当
- ハローファイブBOX（エフエム石川） - 月曜 - 木曜担当
- めいてつ・エムザ インフォメーション（エフエム石川） - 火曜担当
- コミュニティ・ガイド（エフエム石川） - 金曜の白山市広報回担当